# Deuxième génération des écrivains d'après-guerre
La deuxième génération des écrivains d'après-guerre (第二次戦後派作家, Dainiji Sengo-ha Sakka) désigne dans la littérature japonaise moderne les écrivains apparus sur la scène littéraire d'après-guerre entre 1948 et 1949. Ces auteurs se caractérisent par le fait qu'ils se détournent du « roman je », caractéristique du naturalisme japonais pendant la guerre. Cette génération a contribué à la réputation de la littérature japonaise en Occident et en particulier en Europe de l'Ouest.
Parmi les écrivains de cette deuxième génération figurent Yukio Mishima et Kōbō Abe, tous deux reconnus comme des maîtres aussi bien au Japon qu'à l'étranger. À certains moments, leur réputation à l'étranger a dépassé celle de leur réputation au Japon.

## Écrivains de la deuxième génération
- Mishima Yukio (三島由紀夫)
- Kōbō Abe (安部公房)
- Shimao Toshio (島尾敏雄)
- Yoshie Hotta (堀田善衛)
- Mitsuharu Inoue (井上光晴)

## Source de la traduction
- (de)/(en) Cet article est partiellement ou en totalité issu des articles intitulés en allemand « Zweite Generation der Nachkriegsdichter » (voir la liste des auteurs) et en anglais « Second Generation of Postwar Writers » (voir la liste des auteurs).